# Rhizanthes infanticida
Rhizanthes infanticida — вид цветковых растений рода Ризантес (лат. Rhizanthes).

## Ботаническое описание
Отсутствуют стебли, листья, корни и фотосинтезирующие ткани. Паразитует на корнях винограда из рода тетрастигма (лат. Tetrastigma). Цветки коричневые, 14-22 см в диаметре.

## Ареал
Вид обнаружен в тропических лесах южного Таиланда, западной Малайзии и Суматры.

## Внешние ссылки
- https://books.google.com/books?id=F97dSF-_j0UC&lpg=PA58&dq=Rhizanthes%20description&pg=PA58#v=onepage&q=Rhizanthes%20description&f=false
- Фотографии Rhizanthes deceptor